# 傅加平
傅加平（1933年8月—2022年12月5日），山东招远人，中国人民解放军北京卫戍区正军职退休干部、原总参谋部外事局局长。

## 生平
傅加平1951年8月入伍，1956年8月加入中国共产党。历任学员、参谋、副处长、总参谋部外事局副局长等职。2007年，中国翻译协会授予其“资深翻译家”荣誉称号（法语）。
2022年12月5日，傅加平因病于北京逝世，享年89岁。讣告刊登在2023年2月17日的《解放军报》。